# José Antonio Cabezas Fernández del Campo
José Antonio Cabezas Fernández del Campo (Ledesma, 8 de junio de 1929) es bioquímico y autor de biografías y monografías históricas español. 

## Biografía
Descendiente por línea materna de una hidalga y culta estirpe ledesmina, habiendo realizado los 7 años del bachillerato (1939-1946) en el Instituto de Salamanca (con la calificación media de sobresaliente o matrícula de honor). Cursó brillantemente el primer año de Farmacia  (común con Ciencias Químicas)  en la Facultad de Ciencias de la Universidad de Salamanca, y los restantes cinco cursos en la Facultad de Farmacia de la Universidad Complutense de Madrid, licenciándose en junio de 1952 con la calificación de sobresaliente.   
Número 1 de las Oposiciones al Cuerpo de Farmacia Militar (1952), siendo Capitán pasó voluntariamente a la situación de Supernumerario en 1964  (y luego a la de Retirado), para poderse dedicar íntegramente a la investigación bioquímica y a la docencia universitaria. En su hoja de servicios constan 4 felicitaciones (3 del Ministerio del Ejército español y una del organismo norteamericano responsable del Programa Hispano-Norteamericano de Cooperación que coordinó el estudio sobre la alimentación de las fuerzas armadas españolas, realizado en Madrid en la primavera de 1958, en que colaboró como bioquímico el capitán Cabezas).   
Ayudante de Clases Prácticas (1954-56), profesor adjunto interino (1957), profesor adjunto por oposición (1958) de Bioquímica de la Facultad de Farmacia de la Universidad Complutense de Madrid, obtuvo por oposición (en noviembre de 1959) la cátedra de Bioquímica de la Facultad de Farmacia de la Universidad de Santiago de Compostela, cuyos laboratorios dotó seguidamente de adecuado instrumental, para proseguir sus investigaciones e incorporar a nuevos discípulos. Allí prestó servicio como docente e investigador, además de secretario de la Facultad, así como partícipe en la fundación de la Sección de Ciencias Biológicas y profesor de ésta (salvo permanencias en el extranjero para realizar investigación bioquímica, véase más adelante), hasta octubre de 1969. En la Universidad de Santiago dirigió tesis de licenciatura y de doctorado (véase más adelante) y desarrolló 6 cursillos, de un mes de duración, sobre análisis clínicos, además de coordinar la actuación de eminentes conferenciantes españoles y extranjeros que expusieron temas de su respectiva especialidad bioquímica.       
Becario, ayudante de investigación, jefe de Agregación y director del Centro Coordinado de Fisiología y Bioquímica del Consejo Superior de Investigaciones Científicas (CSIC), sucesivamente entre 1953 y 1984  (en Madrid, Santiago de Compostela y Salamanca).   
Farmacéutico Titular, mediante examen (1954); no ha ejercido esta modalidad profesional.   
Técnico bromatólogo, después de superar dos cursos y realizar un trabajo experimental, con la calificación de sobresaliente  (1958).   
Primer catedrático de Bioquímica y Biología Molecular de la Universidad de Salamanca al pasar a ocupar (por traslado) esta cátedra  (de nueva creación) en la Facultad de Ciencias (Sección de Ciencias Biológicas, luego convertida en Facultad de Biología) de dicha Universidad, en 1969; cuyos laboratorios dotó enseguida de instrumental adecuado.    
Colaboró en la creación de la Facultad de Farmacia salmantina, impartiendo también en ella la enseñanza bioquímica (1975-1982), e implantando la asignatura de Bioquímica Clínica (de cuya especialidad posee el título); y participando en las tareas de convalidación de asignatura.   
Posee Licencia de Supervisor de Instalación radiactiva (Consejo de Seguridad Nuclear, 1987).

## Labor investigadora
Su labor investigadora ha sido realizada inicialmente en España en la Facultad de Farmacia de Madrid (bajo la dirección de su Maestro, Prof. Ángel Santos Ruiz), y luego en varios países extranjeros, en alternancia con las ciudades de Santiago de Compostela y Salamanca. Así:
- París (durante 6 meses en 1955-56), en los laboratorios de Bioquímica del Hospital Broussais  (Prof. M. Leclerc), y la cátedra de “Chimie Biologique” de la Facultad de Farmacia  (Prof. J. E. Courtois). Y nuevamente durante un mes, en 1960  (pensionado por el Gobierno francés).
- Padua, en el “Centro per la Polarographía” (Prof. G. Semerano),  durante un mes (1957).
- Londres, en la “Westminster Medical School”  (Prof. N. F. McLagan), durante un mes (1958).
- Colonia, en el “Physiologisch-Chemisches Institut”, pensionado durante 9 meses de 1962 por la Fundación Juan March, colaborando con los codescubridores de los ácidos siálicos  (Profs. E. Klenk y H. Faillard)  en investigaciones sobre este tema. En 1965 trabajó durante un mes.
- Filadelfia, en el “Department of Therapeutic Research”,  pensionado por la Fundación March, durante 6 meses de 1966, colaborando con el Prof. L. Warren en estudios sobre glicosidasas.
- Oxford, en el “Department of  Biochemistry”  (Prof. G. B. Robinson), pensionado por el “British Council”, durante un mes de 1970, trabajando sobre glicoproteínas de membranas.

Ha participado, presentando comunicaciones o impartiendo conferencias, en las Reuniones de Ciencias Fisiológicas (desde 1958); en todas las Jornadas Bioquímicas Latinas, entre 1957 y 1975  (en que fueron incorporadas a los Congresos de la Federación Europea de Sociedades de Bioquímica) y en estos Congresos (desde 1964), así como en los internacionales de Bioquímica (desde 1961). 
Entre 1961 y 1990, ha presentado 154 comunicaciones a congresos o simposios de la especialidad, de las cuales 112 son a internacionales y 42 a nacionales, además de impartir las siguientes conferencias, invitado por organismos oficiales extranjeros: En Francia (1961, 1975, 1982, 1988), Alemania  (1967, 1978, 1983), Suiza (1970), Inglaterra (1971), Italia (1971, 1986), Argentina  (1981, ante el Premio Nobel L. F. Leloir e invitado por éste), Colombia (1981), Japón (1981), México (1986) y Suecia (1987). 
En España, impartió la conferencia inaugural del X Congreso de la Sociedad Española de Bioquímica (Santander, 1982), presidida por el Premio Nobel Severo Ochoa; y la inaugural del XXV (León, 2002).
En 1973 organizó las XI Jornadas Bioquímicas Latinas, congreso que reunió en Salamanca a unos 450 bioquímicos de 22 países, y que se autofinanció.
Vicerrector de Investigación (1984-87), introdujo el Programa Erasmus, que ha facilitado los intercambios entre estudiantes y la colaboración investigadora entre diversos países. También mediante este Programa y el EURAGE, sobre envejecimiento en Europa (en que ha sido el primer español participante),  ha colaborado con diversos Departamentos  (de Holanda, Reino Unido, Francia e Italia), entre 1984 y 1999  (fecha ésta de su jubilación).
Además, entre 1979 y 1999, ha colaborado con el Instituto Pasteur de París (Prof. C. Hannoun) en investigaciones sobre aspectos enzimáticos del virus de la gripe (dando origen a una veintena de publicaciones conjuntas), y participando (por invitación) en las reuniones anuales organizadas por esta institución (en unión de otras) relativas a vacunas antigripales.
Algunos de los resultados de su investigación sobre ácidos siálicos, glicoproteínas, gangliósidos, envejecimiento, virus de la gripe, biomembranas, Bioquímica Comparada, glicosidasas  (de las que una docena tienen como referencia-tipo en la Nomenclatura Oficial de Enzimas de 1992 una de las publicaciones firmadas por J. A. Cabezas) han sido incorporados en un mínimo de 25 libros internacionales, de los cuales sólo se indican los 5 siguientes: 
- A.Gottschalk, Glycoproteins, Ed. Elsevier (págs. 407, 408, 445, 722, 730, 917, 920 y 924). Ámsterdam, 1972.
- O. A. Dain & P.W. Ledeen, Biological Roles o f Sialic Acids, Ed. Plenum (págs. 5, 8, 47, 49, 65, 66, 68, 83, 84, 88 y 90). New York, 1976.
- R. Schauer,  Methods in Enzymology, vol. 50, Ed. Acadenic Press (págs. 6, 10 y 11).  New York, 1978.
- M. Dixon & E. C. Webb, Enzymes, Ed. Longmans (págs. 866, 867 y 1048). Londres, 1979.
- R. A. Dwek et al., Annual Review in Biochemistry, Annual Reviews Inc. (págs. 88 y 99). Palo Alto, Calif., 1993.

La Revista Española de Documentación Científica, del CSIC,  en su artículo  (8, 319-348, 1985) sobre la producción científica de Salamanca, 1980-83, indica que “la Facultad más productiva es la de Biología”. El rendimiento porcentual más elevado de ésta fue el del Departamento de Bioquímica y Biología Molecular.
Ha sido director de 15 tesis de licenciatura, en la Universidad de Santiago, de 10 en la de Salamanca, codirector de otras tantas en ésta, y de un total de unas cincuenta tesis doctorales. Director del Departamento de Bioquímica en Santiago (1966-69) y Salamanca (1970-84 y 1987-88). Coautor de un Tratado de Bioquímica. Ed. Augusta (1386 págs.). Barcelona, 1977.   
Habiendo ejercido como catedrático durante 10 años en Santiago y 30 en Salamanca (con el máximo de tramos de Investigación reconocidos por el Ministerio), al alcanzar la edad de jubilación, en 1999, fue nombrado emérito  (después de superar por unanimidad la votación secreta previa de la Facultad). Siguió colaborando activamente en la investigación hasta 2002.  
Durante este amplio periodo ha contribuido a la formación de discípulos, entre los que se hallan: Un mínimo de 7 catedráticos de universidad,  una veintena de profesores titulares, varios profesores de investigación del CSIC, una treintena de profesores de bachillerato, una media docena de analistas de la seguridad social o directores de laboratorios farmacéuticos.  
Autor de 8 monografías sobre acontecimientos y personalidades de la historia de España (algunas de ellas relativas a lejanos parientes), de los siglos XVI-XX; de otra sobre los orígenes de las Facultades de Ciencias, Biología y Farmacia de la Universidad de Salamanca; de otra relativa al de la biblioteca general de ésta, y sus características. Y de 23 biografías incluidas en el reciente Diccionario biográfico español, de la Real Academia de la Historia.
La realización de su tarea le ha sido facilitada por la cooperación de sus valiosos colaboradores, la generosidad de sus padres y esposa; y, el permanente apoyo de su maestro Prof. Ángel Santos Ruiz).

## Matrimonio y descendencia
Se encuentra casado con Colette Delamare Bernage y es padre de 5 hijos.

## Premios y distinciones
A lo largo de su trayectoria profesional ha recibido numerosos premios y distinciones:
- Premio de Licenciatura, concedido por la Real Academia de Farmacia (1952).
- Obtuvo una de las 15 becas convocadas, por primera vez, por el Ministerio de Educación para residir un curso en el Colegio de España de la Ciudad Universitaria de París  (1955).
- Premio Extraordinario de Doctorado  (1956).
- Académico Correspondiente de la Real Academia de Farmacia  (1968).
- Chevalier des Palmes Académiques, nombrado por el Gobierno Francés, cuya ceremonia de entrega del nombramiento fue presidida por el Embajador de Francia  (1974).
- Académico de la Academia de Ciencias Médicas de Córdoba  (Argentina)  (1981).
- Académico Correspondiente de la Académie nationale de Pharmacie  (1982).
- El Comité Nobel de Química de la Real Academia de Ciencias de Suecia solicitó al Prof. Cabezas, en 1982, que propusiera candidato(s)  para el Premio Nobel de Química de 1983.
- Expert européen en Glicobiología, nombrado a propuesta de colegas franceses para evaluar el rendimiento obtenido en Proyectos de investigación relativos a esta área desarrollados en Facultades de Medicina de París y Lyon. Ha actuado en 1989 y 1990.
- Académico de Número de la Real Academia Nacional de Farmacia (RANF) (1990).
- Premio de Investigación Científica y Técnica 1990, de la Junta de Castilla y León.
- Representante de la RANF en el Instituto de España, y Tesorero del mismo (en 1992).
- Académico de Honor de la Academia de Farmacia de Castilla y León  (2010).

## Membresías
- Miembro de la Société de Chimie Biologique (1960), participó en los actos de su Cincuentenario (1964).
- Miembro fundador de la Sociedad Española de Bioquímica (1961), actualmente SEBBM.
- Miembro fundador y representante oficial de España  (desde 1973 hasta su jubilación en 1999) en The International Glycoconjugate Organization.
- Miembro fundador y único representante de España en la European Society for Comparative Biochemistry and Physiology.
- Miembro fundador y único representante de España en el Groupe Français des Glucides.
- Miembro fundador y único representante de España en el European Study Group on Lysosomal Diseases.
- Miembro de la Biochemical Society.
- Miembro de la Sociedad Estadounidense de Química.
- Miembro de la Sociedad Iberoamericana de Biología Celular.
- Miembro de la Academia de Ciencias de Nueva York.
- Miembro de la International Association of Biomedical Gerontology.
- Miembro de la Société Française de Microbiologie.